# Классическое многоборье
Класси́ческое многобо́рье — комбинированная дисциплина в конькобежном спорте, включающая в себя соревнования на спринтерских, средних и стайерских дистанциях. Первые соревнования по классическому многоборью стали проводиться в конце XIX века. Проводятся чемпионаты мира, континентов, стран. В программу Олимпийских игр классическое многоборье входило только один раз, на первых зимних Олимпийских играх.

## Современные правила
Соревнования и у мужчин, и у женщин проводятся на четырёх дистанциях в 2 дня. Мужчины бегут дистанции 500 метров и 5000 метров в первый день, а также 1500 метров и 10000 метров во второй. Женщины в первый день соревнуются на дистанциях в 500 и 3000 метров, а во второй день — на дистанциях в 1500 и 5000 метров.
Места распределяются по сумме результатов на всех четырёх дистанциях, пропорционально к дистанции в 500 метров. То есть время на «пятисоке» учитывается без изменений, время на «полуторке» делится на три, на пяти тысячах — на 10 и т.д. Спортсмен с наименьшей суммой баллов побеждает на соревнованиях.

## История

### Мужское классическое многоборье
Первый неофициальный чемпионат мира прошёл в Амстердаме в 1889 году. Он включал соревнования на трёх дистанциях: ½ мили (805 метров), 1 миля (1609 метров), 2 мили (3219 метров). Для получения звания чемпиона было необходимо победить на всех трёх дистанциях.
В 1890 год к трём имеющимся дистанциям добавилась четвёртая — 5 миль (8047 метров). Для победы было необходимо выиграть три забега из четырёх.
С 1893 года соревнования по классическому многоборью стали проводиться под эгидой Международного союза конькобежцев. Стала использоваться метрическая система, и дистанции приобрели существующую и сейчас протяжённость. Для победы по-прежнему требовалось победить на трёх дистанциях. Такое происходило далеко не на каждом турнире, поэтому зачастую победитель так и не выявлялся.
С 1896 года на чемпионатах Европы  было введено правило, что  для завоевания титула чемпиона достаточно выиграть две дистанции из четырёх (на чемпионатах мира действовала старая схема выявления чемпиона). В случае, если два спортсмена побеждали на двух дистанциях каждый, то победитель определялся по меньшей сумме времени. Однако и такие правила приводили к тому, что чемпион определялся не всегда.
В 1908 году порядок определения победителя был пересмотрен: если ни одному спортсмену не удавалось победить на трёх дистанциях, то чемпион определялся по наименьшей сумме занятых мест на отдельных дистанциях (1-е место — 1 очко, 2-е — 2 и т. д.). Это позволило не только определять чемпиона каждого турнира, но и распределять последующие места, кроме чемпионства стали разыгрываться и медали.

В 1926 году правила опять были пересмотрены: если никому не удавалось стать первым на трёх дистанциях, то победитель стал определяться по сумме отношений результатов спортсмена на отдельных дистанциях к мировым рекордам на этих дистанциях (то есть при повторении, например, мирового рекорда конькобежец получал 100 баллов, если пробежал на 1% медленнее рекорда — 99 баллов и т. д.). Эта схема действовала в течение двух лет.
В 1928 году были применены новые критерии. Если никто из спортсменов не смог победить на трёх дистанциях, то победитель определялся по сумме времени, за которое спортсмен преодолевает в среднем 500 метров каждой дистанции. Время прохождения дистанции в 500 метров учитывается полностью, 1500 метров — делится на три, 5000 метров — на 10, 10000 метров — на 20 (эти же принципы используются до настоящего времени).
В 1987 году возможность стать чемпионом, выиграв три дистанции из четырёх, была упразднена, и победитель стал определяться исключительно по сумме баллов. Правила окончательно приобрели современный вид.

### Женское классическое многоборье
Первый неофициальный чемпионат мира среди женщин прошёл в 1933 году в Осло. Он разыгрывался на трёх дистанциях: 500, 1000 и 1500 метров. Для завоевания титула было необходимо выиграть две дистанции из трёх, если же такое никому не удавалось, то подсчёт очков вёлся аналогично существующему у мужчин: результат на 500 метрах учитывался полностью, на 1000 метров — делился на два,  на 1500 — на три.
С 1936 года соревнования стали проводиться под эгидой ИСУ. Соревнования стали проходить на четырёх дистанциях: 500, 1000, 3000 и 5000 метров. Для победы было необходимо победить на трёх дистанциях, или набрать наименьшую сумму баллов.
В 1956 году набор дистанций был пересмотрен: теперь они включали 500, 1000, 1500 и 3000 метров. Правила распределения мест не претерпели изменений.
В 1983 году список дистанций был снова изменён. Соревнования стали проводиться на дистанциях в 500, 1500, 3000 и 5000 метров. Правила распределения мест остались прежними.
В 1987 году также, как и у мужчин, была упразднена возможность выиграть соревнования, победив на трёх дистанциях. Места стали определяться исключительно по сумме баллов. Правила приобрели современный вид.